# Stefano Oldani
Stefano Oldani (Milano, 10 gennaio 1998) è un ciclista su strada italiano che corre per la squadra Cofidis. Professionista dal 2019, ha vinto una tappa al Giro d'Italia 2022.

## Palmarès

### Strada
- 2015 (Juniores)[1]

Coppa Caduti di San Lorenzo
Trofeo Città di Borgomanero
Trofeo Corri per la Mamma
Memorial Ioris Campana
- 2016 (Juniores)[2]

Giro della Castellania
Gran Premio UCAT
Coppa Bonomi - Campionato regionale (cronometro)
Campionati italiani, Prova a cronometro Juniores
Gran Premio MAP - Osio Sotto
Memorial Ioris Campana
4ª tappa Grand Prix Rüebliland (Aarburg > Aarburg)
Gran Premio Caduti e Martiri Pinerolesi
Memorial Astrua
- 2017 (Team Colpack, due vittorie)[3]

Targa Libero Ferrario
Memorial Guido Zamperioli
- 2018 (Team Colpack, una vittoria)[4]

Trofeo LDM Cav. Uff. Magni Severino
- 2022 (Alpecin-Fenix, una vittoria)

12ª tappa Giro d'Italia (Parma > Genova)

#### Altri successi
- 2016 (Juniores)

Classifica a punti Grand Prix Rüebliland
- 2017 (Team Colpack)

Campionati italiani, Cronosquadre Under-23 (con Giovanni Carboni, Nicolas Dalla Valle e Seid Lizde)
- 2018 (Team Colpack)

Campionati italiani, Cronosquadre Under-23 (con Nicolas Dalla Valle, Carloalberto Giordani e Davide Plebani)
Cronosquadre della Versilia
- 2024 (Cofidis)

Classifica a punti Tour de l'Ain

### Pista
- 2015 (Juniores)

Campionati italiani, Inseguimento a squadre Juniores (con Stefano Baffi, Nicolò Brescianini, Imerio Cima e Stefano Moro)

## Piazzamenti

### Grandi Giri
- Giro d'Italia

2020: 98º
2021: 79º
2022: 84º
2023: 45º
2024: non partito (11ª tappa)
2025: 67º

### Classiche monumento
- Milano-Sanremo

2022: 43º
2024: 98º
- Giro di Lombardia

2022: 37º
2023: 29º
2024: ritirato

### Competizioni europee
- Campionati europei

Tartu 2015 - In linea Junior: 61º
Plumelec 2016 - Cronometro Junior: 27º
Plumelec 2016 - In linea Junior: 24º